# Siedlungs- und Wohnhausanlage Schmelz

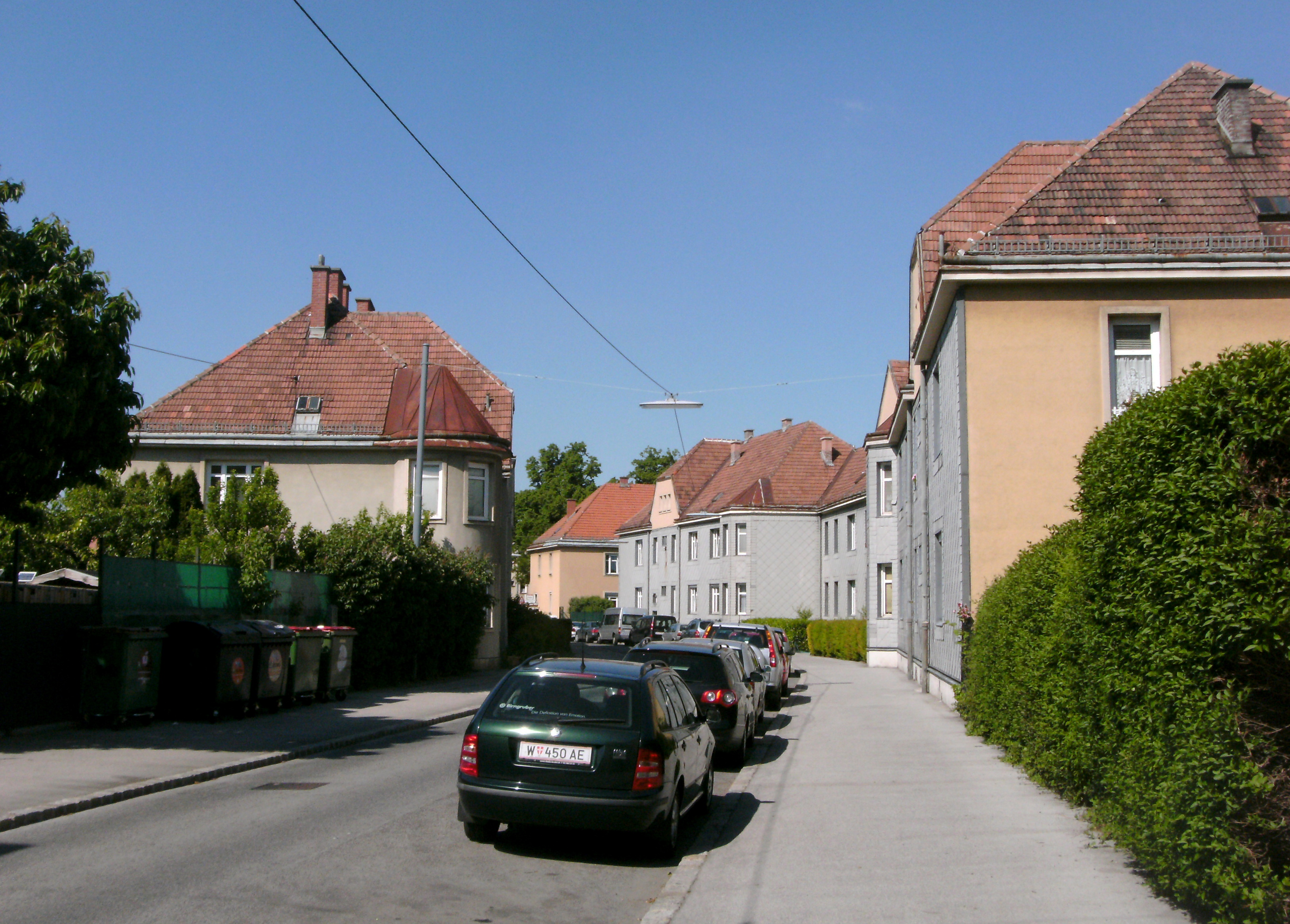
Älterer Teil: Mareschsiedlung

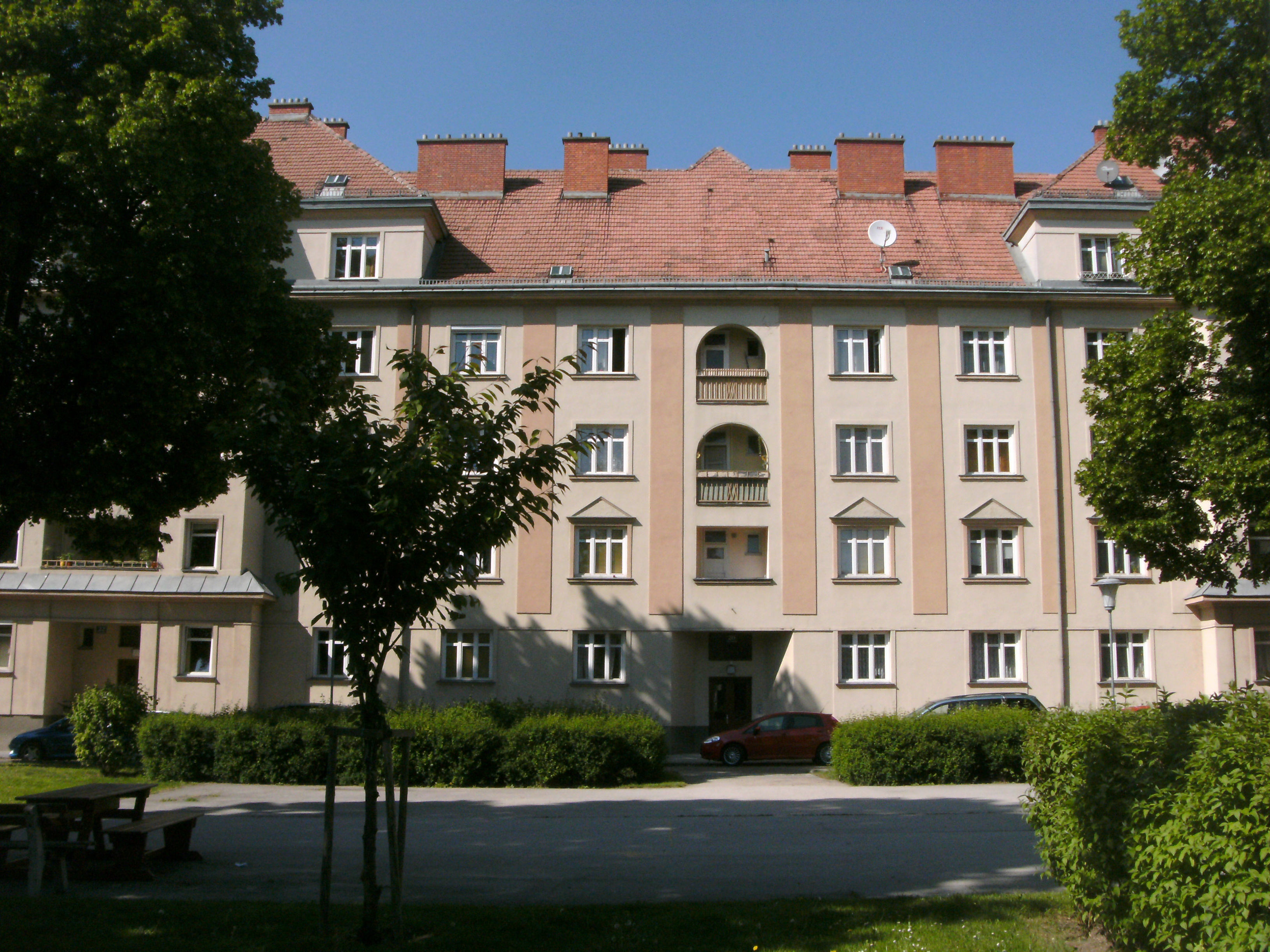
Zweite Baustufe: Wohnhausanlage Wickhoffgasse 14–26

Die Siedlungs- und Wohnhausanlage Schmelz ist eine städtische Wohnhausanlage im Bezirksteil Neu-Fünfhaus im 15. Wiener Gemeindebezirk Rudolfsheim-Fünfhaus. Die Anlage steht unter Denkmalschutz und ist von der Stadt Wien als bauliche Schutzzone definiert.

## Baubeschreibung
Die Siedlungs- und Wohnhausanlage Schmelz wurde während des Ersten Weltkriegs als Arbeiterwohnbau am westlichen Rand des ehemaligen Exerzierplatzes Schmelz geplant. Die Umsetzung verzögerte sich, und somit wurde der südliche Teil (Mareschsiedlung) erst 1920 nach Plänen des Architekten Hugo Mayer als Gemeindebau der Stadt Wien fertiggestellt. Insgesamt wurden vier Wohnblöcke mit 42 einstöckigen Häusern und kleinen Nutzgärten gebaut.
Die großen Innenhöfe, welche in den Zeiten der Lebensmittelknappheit als Gemüsegärten verwendet wurden, bilden heute eine Kleingartenoase inmitten der Siedlung.
Die zweite Baustufe wurde in den Jahren 1921 bis 1924 verwirklicht, seitdem besteht die Anlage aus 765 Wohnungen. Es wurden mehrere dreigeschoßige Häuser im nördlichen Teil errichtet, z. B. der so genannte Hufeisenbau. Ebenso wurde ein Planschbecken als Teil der Infrastruktureinrichtungen gebaut. Heute ist das Kinderfreibad verschwunden und nur noch ein Brunnen und eine große Gartenlaube sind übrig.
Diese Anlage veranschaulicht den Übergang von einer schlichten Arbeitersiedlung (einstöckiges Haus) zu einer urbanen Wohnanlage (mehrstöckiger Wohnblock).

## Erster Gemeindebau
Die Siedlungs- und Wohnhausanlage Schmelz konkurriert mit dem Gemeindebau Metzleinstaler Hof um den Titel erster Wiener Gemeindebau. Beide wurden während des Ersten Weltkriegs geplant und in den Jahren 1919/20 fertiggestellt. Das Weblexikon der Wiener Sozialdemokratie liefert diesbezüglich keine Entscheidung.

## Berühmte Bewohner
In den Jahren 1921 bis 1925 wohnte der spätere Bundespräsident Adolf Schärf im Planschbeckenbau, der nach einem ehemaligen Kinderfreibad im Innenhof benannt wurde. Eine Gedenktafel am Haus Possingergasse 25, gestiftet vom Kulturverein Fünfhaus, erinnert daran.